# 하부고촌
하부고촌(일본어: 土生郷村)은 일본 오사카부 미나미군·센난군에 설치되었던 촌이다. 현재의 기시와다시에 해당한다.